# Шеннон Голдс
Шеннон Голдс (англ. Shannon Golds; нар. 3 жовтня 1986) — колишня австралійська тенісистка.
Найвищу одиночну позицію світового рейтингу — 203 місце досягла 10 травня 2010, парну — 202 місце — 7 грудня 2009 року.
Здобула 2 одиночні та 6 парних титулів туру ITF.
Завершила кар'єру 2016 року.

## Фінали ITF (8–3)

### Одиночний розряд (2–1)
| Легенда          |
| ---------------- |
| турніри $100,000 |
| турніри $75,000  |
| турніри $50,000  |
| турніри $25,000  |
| турніри $10,000  |

| Фінали за покриттям |
| ------------------- |
| Тверде (2–1)        |
| Ґрунт (0–0)         |
| Трава (0–0)         |
| Килим (0–0)         |

| Результат | Ранг | Дата            | Турнір                 | Покриття | Суперниця                | Рахунок  |
| --------- | ---- | --------------- | ---------------------- | -------- | ------------------------ | -------- |
| Перемога  | 1.   | 10 вересня 2006 | Гоуп-Айленд, Австралія | Тверде   | Адріана Шилі             | 6–2, 6–2 |
| Поразка   | 1.   | 1 червня 2009   | Кімхе, Південна Корея  | Тверде   | Хань Сіньюнь             | 1–6, 3–6 |
| Перемога  | 2.   | 20 червня 2009  | Алкобаса, Португалія   | Тверде   | Крістіна Санчес-Кінтанар | 7–5, 6–1 |

### Парний розряд (6–2)
| Легенда          |
| ---------------- |
| турніри $100,000 |
| турніри $75,000  |
| турніри $50,000  |
| турніри $25,000  |
| турніри $10,000  |

| Фінали за покриттям |
| ------------------- |
| Тверде (5–0)        |
| Ґрунт (1–0)         |
| Трава (0–2)         |
| Килим (0–0)         |

| Результат | Ранг | Дата              | Турнір                                  | Покриття | Партнерка        | Суперниці                   | Рахунок               |
| --------- | ---- | ----------------- | --------------------------------------- | -------- | ---------------- | --------------------------- | --------------------- |
| Перемога  | 1.   | 10 вересня 2006   | Гоуп-Айленд, Австралія                  | Тверде   | Лусія Ґонсалес   | Шона Лі Кароліна Влодарчак  | 6–4, 7–6(7–2)         |
| Поразка   | 1.   | 11 лютого 2008    | Беррі, Австралія                        | Трава    | Емелін Старр     | Марина Еракович Ніколь Кріз | 6–2, 6–7(2–7), [3–10] |
| Перемога  | 2.   | 5 грудня 2008     | Сорренто, Австралія                     | Тверде   | Тайра Келдервуд  | Джейд Кертіс Чжан Лін       | 6–4, 3–6, [10–8]      |
| Поразка   | 2.   | 4 травня 2009     | Іпсвіч (Квінсленд), Австралія           | Трава    | Тайра Келдервуд  | Арай Макі Олівія Роговська  | 3–6, 2–6              |
| Перемога  | 3.   | 20 червня 2009    | Алкобаса, Португалія                    | Тверде   | Теммі Петтерсон  | Моніка Ґорні Джейд Віндлі   | 3–6, 6–2, [10–4]      |
| Перемога  | 4.   | 10 серпня 2009    | Коксейде, Бельгія                       | Ґрунт    | Ніколь Кріз      | Юганна Ларссон Анна Сміт    | 7–6(7–3), 6–2         |
| Перемога  | 5.   | 16 листопада 2009 | Есперанс (Західна Австралія), Австралія | Тверде   | Олівія Роговська | Ізабелла Голланд Саллі Пірс | 6–1, 6–1              |
| Перемога  | 6.   | 23 листопада 2009 | Калгурлі, Австралія                     | Тверде   | Гейлі Еріксен    | Марія Мірковіч Саллі Пірс   | 6–3, 4–6, [10–7]      |